# Commission de génie génétique
Pour les articles homonymes, voir CGG.
La commission de Génie Génétique (CGG) était l'une des deux commissions dont la France s'est dotée dans le cadre de sa législation sur le génie génétique et la réglementation de l'utilisation des organismes génétiquement modifiés (OGM) (l'autre commission, plus connue étant la Commission du génie biomoléculaire (CGB). 
Selon son président Jean-Pierre Zalta, la CGG « était à la source de l’évaluation des risques présentés par la mise en œuvre du génie génétique et celles des OGM construits quelle que soit leur utilisation ultérieure, en milieu confiné ou en dissémination » ; 
Cette commission n'existe juridiquement plus depuis le 8 décembre 2008.
Elle pouvait être « saisie par le ministre chargé de la recherche ou par tout ministre souhaitant la consulter », et ses avis de portée générale pouvaient être rendus publics. Mais elle pouvait « être également saisie par toute personne publique ou privée concernée, en vue du classement d'un organisme biologique, d'une expérience, ainsi que pour la révision d'un classement antérieur ».
Elle pouvait « tant que de besoin (...) faire appel à un ou plusieurs experts de son choix ». Tout en évoquant une possibilité de publication, la loi lui demandait de « veiller à  préserver la confidentialité des informations dont elle a à connaître, notamment au regard des règles relatives à la protection de la propriété intellectuelle et industrielle. Ses membres, ceux du secrétariat ainsi que les experts ou toute autre personne consultée par la commission, sont tenus au secret professionnel (...)Les dossiers ne peuvent faire l'objet d'aucun commentaire écrit ou oral sans l'accord du président de la commission de génie génétique ».

## Histoire
Cette commission placée sous l'autorité des ministres chargés de la recherche et de l'environnement était autrefois complétée dans son travail par une autre commission : la Commission du génie biomoléculaire (CGB).
Ces ceux commissions devaient définir les conditions techniques de mise en œuvre en France des organismes génétiquement modifiés dans le cadre administratif et réglementaire. 

Elles devaient aussi décliner au niveau national le contenu des règles européennes concernant les mêmes sujets (directives, règlements, bonnes pratiques). 

Elles cadraient l'homologation d’OGM ou de produits issus d’OGM via des procédures de déclaration puis d’agrément qui ont concerné des milliers de dossiers à examiner, avec des moyens limités et selon son président avec la « collaboration la plus large au sein de groupes de travail sur différents sujets avec des spécialistes tant du secteur public que privé ».
En 2007, à la suite du Grenelle de l'environnement, un Comité de Préfiguration de la Haute Autorité sur les OGM (CPHA) a été créé, puis la CGG a été dissoute (comme la CGB), toutes deux remplacées en 2009 par le  Haut Conseil des biotechnologies (HCB) créé par l’article 3 de la loi no 2008-595 du 25 juin 2008 relative aux organismes génétiquement modifiés (OGM) .
Elle a encouragé l'écriture de règles de bonnes pratiques et a contribué à renforcer certaines mesures de sécurité, par exemple en imposant aux laboratoires de type L1 d'inactiver leurs fluides et de détruire leurs pour, « en cours d’expérimentation en laboratoire, (...) empêcher l’échappement de séquences clonées. Cette obligation clairement exprimée permet de classer la construction de banques d’ADN d’eucaryotes supérieurs non pathogènes dans des micro-organismes non pathogènes de classe 1 (par exemple E. coli K-12) en classe 1, mais en confinement L1 au lieu de L2 » et en mettant en garde contre le risque de « banalisation de l’utilisation de l’outil scientifique que constitue le génie génétique (...qui...) pose le problème de la connaissance des instruments moléculaires mis en œuvre. Tel n’est pas toujours le cas pour les scientifiques non spécialistes qui utilisent des trousses “ kits ” commerciales sans autre savoir-faire que l’application des protocoles d’accompagnement ».

## Missions
Le législateur a demandé à la CGG :
- de dresser une double liste :

1. des « classes d'organismes biologiques, au regard de leurs dangers potentiels » ;
2. des « critères d'assimilation à une classe déterminée pour les organismes biologiques génétiquement modifiés dans les conditions mentionnées à l'article D. 531 »

- d'évaluer « les risques que présentent les organismes, en particulier les micro-organismes, génétiquement modifiés et les procédés utilisés pour leur obtention ainsi que les dangers potentiels liés à l'utilisation des techniques de génie génétique. Elle propose les mesures de confinement souhaitables pour prévenir les risques pour la santé publique ou l'environnement liés à l'utilisation de ces organismes, procédés et techniques. Elle est consultée sur l'utilisation confinée des organismes génétiquement modifiés dans les conditions prévues par les articles R. 532-5 et R. 515-32 à R. 515-36. »

Selon la seconde édition des  Principes de classement et guides officiels de la Commission de Génie Génétique . 
- la CGG s'est donné pour mission principale la clarification et précision des notions de danger et de risque dans le cadre des biotechnologies, et la mise en place de procédures rigoureuses permettant de prescrire les moyens de maîtriser ces risques et danger « quelle que soit la configuration de la structure juridique et réglementaire au sein de laquelle elle s’applique ». Pour cela la Commission avait un double objectif :
  - évaluer les dangers et les risques présentés par les OGM) et par les « procédés utilisés pour leur obtention et leur mise en œuvre ». Il s'agissait notamment de mesurer « la nature et le niveau (la classe) des dangers et des risques présentés par les expérimentations de recombinaison génétique in vitro ».
  - déterminer et préciser les conditions d'utilisation confinée, les mesures de confinement nécessaires pour prévenir les risques présentés par les OGM et leur construction.
  - Il s'agit aussi selon Jean-Pierre Zalta (pdt de la CGG) pour la CGG, au-delà de ses prescriptions de confinement d' « aider nos collègues à prendre conscience de la nécessité d’expérimenter dans le respect des conditions de maîtrise des dangers et risque . L’application des bonnes pratiques est une obligation tant pour la qualité des expériences que pour la protection de l’homme (au premier chef de l’expérimentateur lui-même) et de l’environnement ».

## Processus de délivrance des agréments
Pour une Demande d’autorisation (agrément) d'utilisation confinée d’organismes génétiquement modifiés en recherche, développement ou enseignement ; Elle devait être adressée au Ministre chargé de la Recherche, qui donnait alors 60 jour à la CGG pour l'étudier et rendre un avis (au ministère de la recherche) avec « Accord tacite du ministre chargé de l’Environnement » ; le ministre de la recherche prenant alors une « Décision expresse d’octroi ou de refus d’agrément dans un délai  maximal de 90 jours après l’enregsitrement du dossier complet sauf si prorogation ou suspension ». 
Pour une première demande d’agrément d’utilisation confinée d’organismes génétiquement modifiés en production industrielle (adressée au préfet) ; la commission n'avait que 45 jours pour répondre (au préfet) qui prenait une « Décision expresse d’octroi ou de refus d’agrément dans un délai  maximal de 90 jours après notification de l’accusé de réception  sauf si prorogation ».

## Composition de la commission
La CGG comprenait:
1. 1 membre de l'Office parlementaire d'évaluation des choix scientifiques et technologiques ;
2. 19 experts (choisis pour leur compétence scientifique reconnue en génie génétique, santé publique ou protection de l'environnement, dont six « scientifiques ayant une compétence en matière de protection de la santé publique et de l'environnement » :
3. 4 membres désignés sur proposition du ministre de la recherche ;
4. 4 membres désignés sur proposition du ministre de l'environnement ;
5. 4 membres désignés sur proposition du ministre de la santé ;
6. 7 membres désignés, respectivement, sur proposition des ministres chargés de l'agriculture, de la consommation, de la défense, de l'enseignement supérieur, de l'industrie, de l'intérieur et du travail.

Ces membres étaient nommés pour un mandat de 3 ans, renouvelable, par arrêté ministériel conjoint des ministres de la recherche et de l'environnement. Le président était désigné sur proposition des membres de la commission de génie génétique.